# الشبكة اليهودية الدولية المعادية للصهيونية
الشبكة اليهودية الدولية المعادية للصهيونية (IJAN) هي شبكة من اليهود المعادين للصهيونية الذين تعهدوا «بمعارضة الصهيونية ودولة إسرائيل».

## السياسات والعضوية
قامت سارة كيرشنار  وآخرون بتأسيس الشبكة اليهودية الدولية المعادية للصهيونية في عام 2008.
تنظر الشبكة اليهودية الدولية المعادية للصهيونية (IJAN) إلى الصهيونية على أنها حركة عنصرية، وتعتبر إسرائيل دولة فصل عنصري. ينص ميثاق المنظمة على «أننا شبكة دولية من اليهود الملتزمين بلا هوادة بالنضالات من أجل تحرير الإنسان، والتي يعد تحرير الشعب الفلسطيني والأرض جزءًا لا غنى عنه. التزامنا هو تفكيك الفصل العنصري الإسرائيلي، وعودة اللاجئين الفلسطينيين، وإنهاء الاستعمار الإسرائيلي لفلسطين التاريخية». ويدعو إلى الإفراج غير المشروط عن جميع الأسرى الفلسطينيين في إسرائيل. كما تعارض الجماعة الحروب في العراق وأفغانستان والرأسمالية، [بحاجة لمصدر] وكراهية الإسلام.
من بين الأعضاء البارزين في الشبكة اليهودية الدولية المعادية للصهيونية (IJAN) الناشطة النسوية سلمى جيمس والناجي الراحل من المحرقة هاجو ماير. وهي تضم مجموعات في الولايات المتحدة،  كندا، والهند، والأرجنتين، والعديد من الدول الأوروبية.

## أنشطة
أثناء حرب غزة (2008-2009)، قام ستة أعضاء بتقييد أنفسهم بالسلاسل إلى القنصلية الإسرائيلية في لوس أنجلوس ، كاليفورنيا، بينما احتج نحو 40 آخرين أمامها، وأغلقوها لمدة ساعتين. شارك أعضاء IJAN في احتجاج في لندن في نفس الوقت.
في عام 2010 دعا الاتحاد النقابي الوطني في أيرلندا الشبكة إلى مؤتمر في دبلن حول الصراع الإسرائيلي الفلسطيني.
عضو IJAN والناجي من أوشفيتز هاجو ماير،  مؤلف كتاب نهاية اليهودية: تقليد أخلاقي The End of Judaism: An Ethical Traditioned ، كان متحدثًا رئيسيًا في IJAN's 2010-11 "Never Again"   - جولة لأي شخص، مع محادثات في المملكة المتحدة وأيرلندا.
في عام 2011، كانت IJAN واحدة من عدد من المنظمات التي نظمت جولة نقاشية في 13 مدينة في الولايات المتحدة، والتي وفقًا لصحيفة جيروزاليم بوست «تقارن علاقات إسرائيل مع الفلسطينيين بمعاملة النازيين لليهود خلال الهولوكوست».
في نوفمبر 2012، شارك أعضاء IJAN في احتجاج ضد اجتماع للصندوق القومي اليهودي في تورنتو.

## آراء الطرف الثالث
يصف الأكاديمي الأيرلندي ديفيد لاندي IJAN بأنها واحدة من المنظمات اليهودية القليلة التي لا «تهمش» معاداة الصهيونية «، معتقدة أن الصهيونية هي المشكلة الأساسية التي يجب معالجتها من أجل تحقيق التحرير الفلسطيني واستعادة التزام اليهود بالتحرير».
قالت رابطة مكافحة التشهير (ADL) إنه على الرغم من أن الشبكة اليهودية الدولية المناهضة للصهيونية لا تنظم «عددًا كبيرًا من الأحداث»، إلا أنها تلعب دورًا مهمًا «في وضع السياسات ووضع أجندات معادية لإسرائيل».
في عام 2010، وصف مراسل جيروساليم بوست جوني بول شبكة IJAN بأنها «مجموعة هامشية راديكالية صغيرة».

## روابط خارجية
- موقع الشبكة اليهودية الدولية المعادية للصهيونية
- ميثاق الشبكة اليهودية الدولية المعادية للصهيونية . 29 سبتمبر 2008.